# 卡濟切內灣

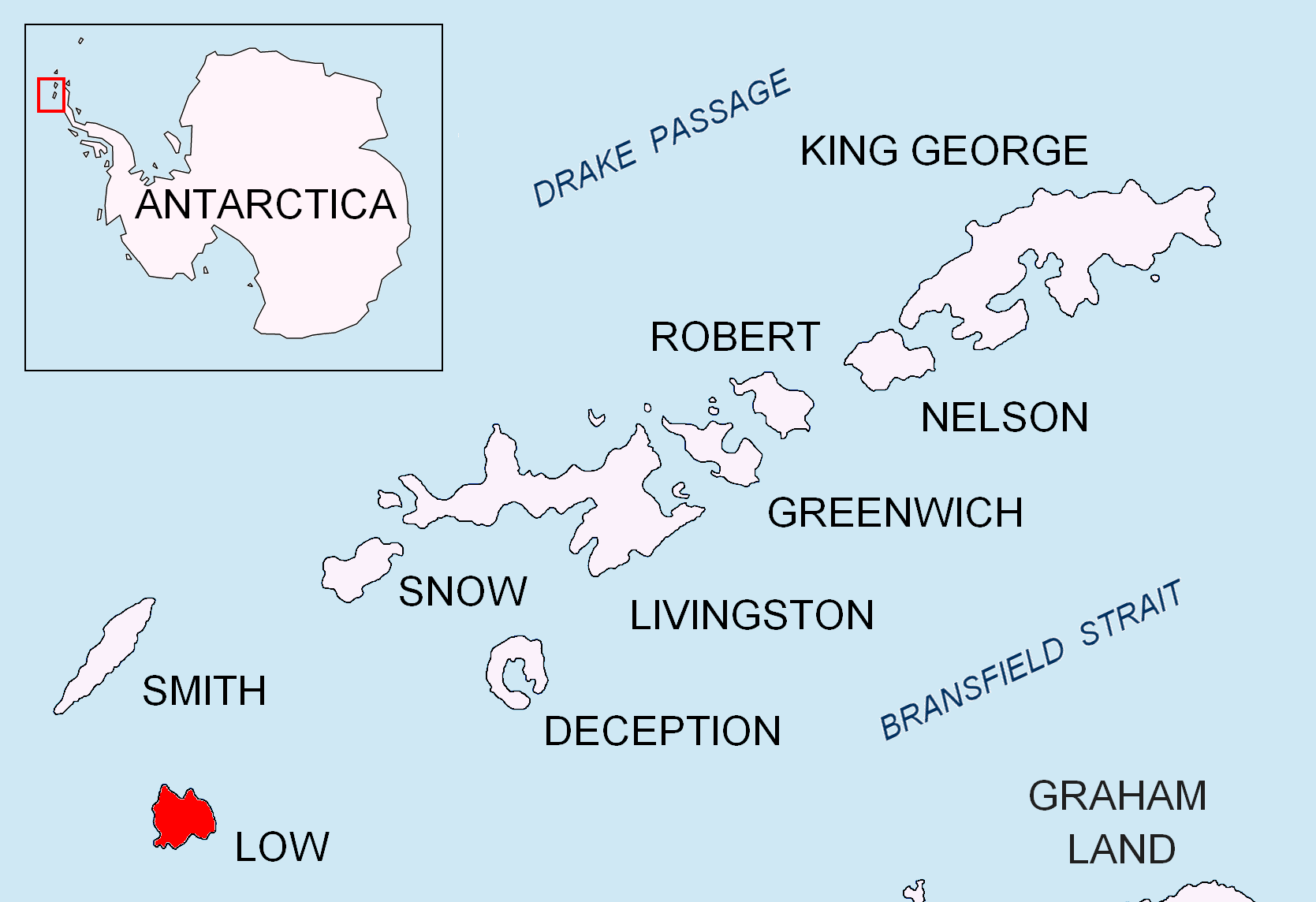

卡濟切內灣（英語：Kazichene Cove）是南極洲的海灣，位於南設得蘭群島的洛島西北端，處於奧斯馬爾海峽東南面，長1.3公里、寬2.2公里，以保加利亞西部城鎮命名，現時由南極條約體系管理。